# 2nd European Tour 1965 (The Rolling Stones)
2nd European Tour 1965 bylo koncertní turné britské rockové skupiny The Rolling Stones, které sloužilo jako propagace studiového alba The Rolling Stones No. 2. Turné se odehrávalo třemi koncerty v Paříži ve Francii.

## Setlist
Toto je nejčastější hraný seznam skladeb.
Autory všech skladeb jsou Jagger/Richards pokud není uvedeno jinak.
1. Everybody Needs Somebody To Love (intro)
2. Around And Around (Berry)
3. Off The Hook
4. Time Is On My Side (Ragovoy/Meade)
5. Carol
6. It's All Over Now
7. Little Red Rooster (Dixon)
8. Route 66 (Troup)
9. Everybody Needs Somebody To Love (Wexler/V/Burke/Berns)
10. The Last Time
11. I'm Alright (Diddley)
12. Hey Crawdaddy (Diddley)

## Sestava
The Rolling Stones
- Mick Jagger - (zpěv, harmonika, perkuse)
- Keith Richards - (kytara, doprovodný zpěv)
- Brian Jones - (kytara, doprovodný zpěv)
- Bill Wyman - (baskytara, doprovodný zpěv)
- Charlie Watts - (bicí)

## Turné v datech
| Datum          | Město | Stát    | Místo     |
| -------------- | ----- | ------- | --------- |
| 16. dubna 1965 | Paříž | Francie | L'Olympia |
| 17. dubna 1965 | Paříž | Francie | L'Olympia |
| 18. dubna 1965 | Paříž | Francie | L'Olympia |